# Hans-Joachim Birkner
Pour les articles homonymes, voir Birkner.
Joachim Kirschner, né le 22 octobre 1921 à Schönwalde et mort le 14 décembre 1944 à Cracovie, est un as allemand de la Jagdgeschwader 52 (JG 52) de la Luftwaffe pendant la Seconde Guerre mondiale, connu pour ses 117 victoires revendiquées en 284 missions,.
Il vole souvent comme ailier d'Erich Hartmann. Il est mort lors d'un incident de moteur au décollage,.